# Dirichletia virgata
Dirichletia virgata är en måreväxtart som först beskrevs av Isaac Bayley Balfour, och fick sitt nu gällande namn av Jesper Kårehed och Birgitta Bremer. Dirichletia virgata ingår i släktet Dirichletia och familjen måreväxter. IUCN kategoriserar arten globalt som livskraftig.
Artens utbredningsområde är Socotra. Inga underarter finns listade i Catalogue of Life.